# Les Grandes Découvertes perdues
Les Grandes Découvertes perdues est un triptyque de nouvelles de science-fiction humoristiques écrit par Fredric Brown.

## Publications
Le titre original en anglais est Great Lost Discoveries : I - Invisibility / II - Invulnerability / III - Immortality. La nouvelle est parue en 1961.
Elle a été publiée en France dans le recueil Fantômes et Farfafouilles.

## Résumé

### L'Invisibilité
Archibald Praeter, diplomate anglais travaillant auprès d'une petite principauté ottomane au début du XXe siècle et biologiste amateur durant ses loisirs, découvre par hasard en 1909 comment réaliser un sérum d'invisibilité.
Il décide d'aller visiter le harem du sultan, dans lequel nul n'a le droit d'entrer. Pour cela, il se concocte une potion qui va le rendre invisible entre 12 et 15 heures.
Nu et invisible, il pénètre dans le harem, et découvre les lieux, peuplées de femmes toutes les plus jolies les unes que les autres. Une idée lui vient à l'esprit : et si, profitant de la nuit, il allait tenter de coucher avec une de ces femmes ? Elle croira qu'elle est honorée par le sultan...
Plus tard, il se faufile dans la chambre d'une jeune femme qui lui plaît particulièrement.
Il se met dans son lit. Elle hurle : jamais le sultan ne vient dans le harem ; ce sont les femmes qui sont amenées dans sa couche !
Pendant que la courtisane s'enfuit en criant, un eunuque, chargé de la garde des femmes, pénètre dans la chambre.
«  La dernière pensée de Praeter fut qu'il avait enfin découvert l'unique point faible de l'invisibilité : elle était totalement sans effet dans la nuit noire. Et la dernière chose qu'il entendit fut le sifflement du cimeterre.  »

### L'Invulnérabilité
Dans cette micronouvelle de moins de deux pages, Brown évoque le cas d'un officier de l'US Navy, Paul Hickendorf, qui découvre en 1952 le moyen de créer une champ de force permettant une invulnérabilité parfaite aux rayonnements atomiques et de manière générale à tous types d'armements.
Son escadre se dirigeant vers le lieu où doit exploser une Bombe H, il parvient à se rendre à quelques mètres de la bombe. Là, il enclenche son engin de protection : tout le monde verra bien la valeur de son invention !
La bombe nucléaire explose, et effectivement, Paul Hickendorf ne subit absolument aucune radiation ni aucun rayonnement.
Le problème est qu'il a oublié qu'il n'est pas forcément protégé contre le souffle de l'explosion. Celui-ci l'entraîne à des milliers de kilomètres dans les cieux, lui faisant traverser successivement les basses couches, les moyennes couches puis les hautes couches de l'atmosphère, l'envoyant dans l'espace.
Cet homme invulnérable est envoyé vers le Soleil, mais lorsqu'il touche la surface de l'astre, il y a bien longtemps qu'il est mort asphyxié par manque d'air !

### L'Immortalité
Le médecin soviétique Ivan Ivanovitch Smetakovski découvre le secret de l'immortalité en 1978.
Que faire ? Divulguer l'information au monde ? Détruire ses papiers et le sérum qu'il a élaboré ? Ou alors devenir carrément immortel ? Mais le veut-il vraiment ?
En attendant, il décide un compromis : il détruit ses papiers, et garde secrètement une seule et unique fiole de sérum, au cas où.
Un jour, il contracte une grave pneumonie. Emmené dans un hôpital de Moscou, il entend un médecin dire à l'infirmière que sa vie ne tient qu'à un fil et qu'il va sans doute mourir dans les jours, si ce n'est les heures, à venir.
Il boit alors la fiole de sérum, et lorsqu'elle agit quelques heures après, il devient effectivement immortel.
Hélas, entretemps son état s'est subitement dégradé et Smetakovski est tombé dans le délire.
De surcroît, le sérum d'immortalité a rendu aussi immortel l'agent pathogène présent dans son corps : les bactéries pneumocoques présentes dans son corps ont aussi l'éternité devant elles !
Au bout d'un certain temps, les autorités médicales et sanitaires soviétiques ont compris que leur patient allait vivre éternellement dans un semi-délire. Que faire ?
« Dans ces conditions les médecins, réalistes, qui ne voyaient aucune raison de se charger du fardeau d'une hospitalisation à perpétuité, se contentèrent d'enterrer Smetakovski. »